# Uisang
Ŭisang (hangeul : 의상 ; hanja : 義湘) est un moine bouddhiste coréen de l'époque Silla né en 625 et mort en 702. Auteur du Beopseongge (en), il est à l'origine de l'introduction en Corée de l'école Huayan, dont il appris les enseignements en Chine auprès de Zhiyan (en).